# کربی ایر راید
کربی ایر راید (به انگلیسی: Kirby Air Ride) که در ژاپن با نام Kirby's Airride شناخته می‌شود، یک بازی ویدئویی کورسی است که توسط استودیو هالکن توسعه یافته و توسط نینتندو برای کنسول گیم‌کیوب در بین سال‌های ۲۰۰۳ تا ۲۰۰۴ منتشر شده است. کربی به عنوان شخصیت اصلی بازی حضور دارد.
بازیکن باید با کامپیوتر با ماشین‌های سواری هوایی مسابقه دهد. بازی از چهار بازیکن پشتیبانی می‌کند و اولین عنوان کنسول گیم‌کیوب بود که از فناوری شبکه محلی (LAN) با استفاده از آداپتورهای پهنای باند و حداکثر چهار سیستم گیم‌کیوب پشتیبانی می‌کند.
کربی ایر راید با استقبال منتقدان روبرو شد ولی از سادگی بازی انتقاد کردند. همچنین بازی از نظر تجاری موفقیت‌آمیز بود و بیش از ۱٫۲ میلیون نسخه در سراسر جهان فروخت.